# Ignacio de Luzán Claramunt de Suelves y Gurrea
Ignacio de Luzán Claramunt de Suelves y Gurrea (Saragossa, 28 de març de 1702 - Madrid, 19 de maig de 1754) va ser un escriptor i crític aragonès, principal teoritzador de les idees del neoclassicisme a Espanya.

## Biografia
Va néixer en el si d'una família noble, però va quedar orfe als quatre anys i va haver de traslladar-se a viure amb diversos familiars, primer a Barcelona amb la seva àvia (1706) i després a Palma (1715) amb un oncle per part de mare que era eclesiàstic.
Va viatjar de jove amb ell per Itàlia. Va estudiar a Milà i a la Universitat de Catània, on es va graduar en Filosofia i es va doctorar en Lleis el 1727. Dos anys després, mort el seu oncle, va marxar a Nàpols per viure amb el seu germà, que era comte de Luzán i governador de Castel Sant'Elmo. Hi va conèixer Giambattista Vico, del que va ser deixeble.
A la seva tornada a Espanya el 1733 es va establir a Montsó (Osca) com a administrador de la hisenda del seu germà, amb periòdiques visites a Osca, i es troba amb un país pràcticament desconegut després del seu llarg periple italià. Sota aquesta impressió escriurà i editarà la primera edició de la seva famosa Poética (1737). El 1741 va ser escollit membre honorari de la Reial Acadèmia Espanyola i a l'any següent supernumerari de la de la Història, per ingressar-hi el 1745. També va ser acadèmic de la de Belles arts de Sant Ferran.
Molt influït per la Il·lustració que havia conegut més a Itàlia que a Espanya, va estar sempre proper a la cort i va ser nomenat secretari de l'ambaixada d'Espanya a França entre 1747 i 1750; l'any següent relataria aquesta experiència a les seves Memorias literarias de París. Aquesta estada de tres anys li va fomentar les maneres i gustos de la cort francesa, especialment en la literatura. Al seu retorn va ocupar altres diversos càrrecs oficials, com el de tresorer de la Reial Biblioteca i va ser membre de la Academia del Buen Gusto. Va ser nomenat membre de l'Acadèmia de Bones Lletres de Barcelona i va morir prematurament el 19 de maig de 1754.

## Obra
Luzán és conegut sobretot pel seu monumental tractat sobre teoria literària, La Poética o reglas de la poesía en general y de sus principales especies, que si bé va sortir el 1737 es va mostrar definitivament influent en una segona edició del 1789, pòstuma i impresa per Eugenio de Llaguno y Amírola, corregida i augmentada. Aquesta segona edició accentuava els trets neoclàssics de la seva estètica i s'hi vansuprimir molts dels nombrosos elogis a la literatura del Segle d'Or de la primera i ha estat considerada el model teòric de la poètica neoclàssica en la literatura espanyola i sens dubte el més influent al segle xviii.
L'obra es divideix en quatre llibres. El primer tracta sobre l'«Origen, progresos y ciencia de la Pôesía». El segon, sobre la «Utilidad y deleite della». El tercer sobre «Poesia dramática» i la cambra i últim sobre «Poesia épica». Per a ell poesia és
Imitació de la Naturalesa en l'universal o en el particular, feta en vers per a utilitat o per a delit dels homes, o per a l'un i l'altre juntament
No admet la poesia en prosa i la bellesa és per a ell com «una llum i resplendor de la veritat que, il·luminant la nostra ànima i bandejant d'ella les tenebres de la ignorància, la plena de suavíssim plaure». Si la poesia no alliçona, no té raó d'existir, perquè la moral és l'única veritat, així que la fi de la poesia existeix, i és docent i moralitzador, per depurar de les insanes passions o bé per ensenyar les virtuts cíviques i morals necessàries a tota bona societat. La fi de la poesia, doncs, coincideix amb el de la Filosofia Moral i no n'és independent. Res hi ha més lluny del seu pensament que l'art pour l'art. El criteri de l'art neoclàssic, clar però idealitzador, és «el bon gust».
També és aquesta obra una crítica del teatre clàssic espanyol del Segle d'Or (més en la segona edició que en la primera): és partidari d'observar amb rigor la distinció entre els gèneres, malgrat la qual cosa no deixa d'apreciar a alguns autors com Lope de Vega, Pedro Calderón de la Barca, Agustín Moreto i Francisco de Rojas Zorrilla pel seu art d' interessar als espectadors i pel seu poder d' invenció, de la qual cosa es va fer ressò altre gran preceptista del segle xviii, el hel·lenista Pedro Estala. El que tenen de desarreglat les obres del teatre clàssic espanyol és la disposició, (una construcció poc racional, absurda de vegades, o que barreja diversos materials temàtics) i l'elocució, massa inflada. Analitza els defectes del teatre barroc atribuint-los al desconeixement de la preceptiva artística clàssica. Critica les infraccions a la regla de les tres unitats, la mescla tragicòmica, la inversemblança de la rondalla o argument, els errors contra la història, la geografia i la cronologia, la presència inadequada del graciós en determinades obres o situacions, l'ús de la música en el teatre i, sobretot, rebutja la immoralitat de la majoria de les peces áureas. En la poesia èpica lloa Homer com a model universal i censura en l'èpica moderna l'ocupació de la mitologia pagana, ja que l'epopeia:
Ha de servir d'instrucció, especialment als reis i capitans... i proposar la idea d'un perfecte heroi militar.
És a dir, la seva finalitat és primordialment exemplar i didàctica. Les fonts de la Poética de Luzán són molt àmplies, però principalment italianes: Della perfetta poesia de Ludovico Antonio Muratori i els comentaristes d'Aristòtil, però també L'Art Poétique de Boileau, la preceptiva grecollatina clàssica (Poètica i Retòrica d'Aristòtil, Epistola ad Pisones d'Horaci), els especialistes en poètica espanyols com el Pinciano i Francisco Cascales, i altres autors secundaris.
Es va interessar especialment pel teatre escrivint traduccions i adaptacions d'obres com La clemencia de Tito, de Pietro Metastasio, La razón contra la moda, una comédie larmoyante o comèdia lacrimogena del mestre del gènere, Nivelle de la Chaussée. És autor també d'una comèdia pròpia, La virtut coronada, escrita en 1742 per ser representada a l'Ajuntament de Montsó. Com a poeta va compondre anacreòntiques, romanços burlescos, sonets (alguns traduïts de l'italià), la cançó A la conquista de Orán, Leandro y Hero i El juicio de París, rondalla èpica dedicada a l'entrada de Ferran VI d'Espanya a Madrid en 1746. La Giganteida és un poema paròdico de l'èpica culta que s'inspira en el Poema de las locuras y necedades de Orlando de Quevedo. Va fer un intent inacabat de versificar la Bíblia i va redactar a més una Retórica de las conversaciones, un Tratado de ortografía española i un Método breve para enseñar y aprender las lenguas..

### Teatre
- La virtud coronada, 1742.

### Preceptiva
- Razonamiento sobre la poesía (1728).
- El sueño del buen gusto (1729).
- Poética o reglas de la poesía en general y de sus principales especies (1737, segunda edición muy ampliada y corregida en 1789).
- Retórica de las conversaciones.
- Tratado de ortografía española.
- Método breve para enseñar y aprender las lenguas.

### Poesia
- A la conquista de Orán
- El juicio de París
- Leandro y Hero
- La Giganteida

### Traduccions
- La razón contra la moda, de Nivelle de la Chaussée.

### Altres
- Memorias literarias de París.
- Oración gratulatoria a la Real Academia de la Historia
- Conjeturas sobre la espada hallada en Peñafiel
- Disertación sobre el origen y patria de los godos
- Disertación sobre Ataúlfo, primer rey de los godos en España
- Oración gratulatoria a la Real Academia de Buenas Letras de Barcelona
- Observaciones sobre la Ortografía de la Academia
- Lista de las cuestiones que se deben tratar en la sintaxis de la Gramática castellana. De la concordancia y régimen. Del nombre sustantivo, su construcción y régimen. Del adjetivo sustantivado. De los adjetivos comunes. De los comparativos y superlativos. Sobre los verbos anómalos de la lengua castellana. Sobre los géneros y sus reglas en nuestro idioma. Sobre las reglas que se pueden establecer para el reconocimiento de los géneros.
- Orazione per lo ritrovamento del coreo di San Agostino
- Discurso apologético de Íñigo de Lanuza